# Майрхофен
Майрхофен (нем. Mayrhofen) е селище с население от 3840 жители (към 1 януари 2017 г.) в Цилертал (долината на река Цилер) в Тирол, Австрия, на около 60 km от административния център Инсбрук.

## Туризъм
Майрхофен е целогодишен туристически курорт в близост до глетчера Хинтертукс. Селището е разположено между планините Пенкен (достижима с лифта Пенкенбан) и Ахорн. В Пенкен се намира най-стръмната поддържана писта в Австрия, Харакири, с усреднен наклон от 78 градуса. Ахорн някога е бил част от Световната купа по ски спускане, но е изваден от програмата поради трудността си. Алпинистът Петер Хабелер и скиорът Ули Шпис са родом от Майрхофен.
Ахорнбан (Ahornbahn) е лифтът с най-голям капацитет в Австрия – гондолата побира 160 души и при лошо време може да се използва като „летящо кафене“.

## Мероприятия
В началото на април Майрхофен е домакин на ежегодния музикален фестивал Snowbombing.

## Побратимени градове
- Кур, Швейцария
- Бад Тьолц, Германия
- Бад Хомбург, Германия
- Терачина, Италия
- Кабур, Франция
- Бад Мондорф, Люксембург

## Транспорт
До Майрхофен може да се стигне с кола по шосе B169, автобус или влак. Майрхофен е крайна спирка на железопътната линия от Йенбах, чрез която се стига до основните ски-зони в долината: Цилертал 3000 (Цел-ам-Цилер), Шпилйох (Фюген), Хохфюген и Калтенбах (Удернс). Линията работи целогодишно, като през летните сезони се пуска и атракционен парен влак.

## Забележителности
- Изглед към Майрхофен от въздуха
- Сградата на общината
- Католическа църква „Възнесение Богородично“
- Гарата
- Къща „Европа“

## Статистика
- Маскимална надморска височина: 2500 m (ски писти)
- Лифтове: 48 местни, 167 със Супер ски пас.[3]
- Терен: 157 km местни писти[4] и 639 km със Супер ски пас, от които сини – 29%, червени – 59% и черни – 12%[3]